# The Carpenter
The Carpenter (англ. Тесляр) — перший сингл групи Nightwish на однойменну пісню з альбому Angels Fall First. Був випущений на гроші самої групи.
Окрім пісні The Carpenter на диск було додано дві пісні інших фінських рок-груп: Children of Bodom та Thy Serpent.

## Список композицій
1. The Carpenter
2. Red Light In My Eyes, part 2 (Children of Bodom)
3. Only Dust Moves (Thy Serpent)

## Текст
Текст пісні в алегоричній формі стосується теми релігії. Під теслярем йдеться про Ісуса Христоса.

## Відеокліп
На пісню в 1998 році був знятий відеокліп з участю як самої групи, так і акторів. Режисером кліпу став Самі Кайко. У кліпі інженер епохи Відродження конструює примітивний планер в дусі креслень Леонардо да Вінчі і в кінці кліпу злітає на ньому.

## Учасники запису
- Туомас Холопайнен — композитор, клавішні, вокал
- Емппу Вуорінен — гітара
- Юкка Невалайнен — ударні
- Тар'я Турунен — вокал